# Kiko Amat
Francisco de Asís Amat Romeu, más conocido como Kiko Amat (San Baudilio de Llobregat, Barcelona, 1971) es un periodista y novelista español.

## Datos biográficos
Dejó los estudios a los diecisiete años. Vivió durante cinco años en Londres. Escribe periódicamente en su web Bendito Atraso y junto a su hermano Uri Amat edita el fanzine La Escuela Moderna además de pinchar discos con el colectivo Hungry Beat. Escribe artículos de crítica para diferentes medios de prensa, como el periódico La Vanguardia y su suplemento Cultura/S y las revistas GO (hasta el 2005) y Rockdelux.

## Trayectoria literaria
En 2003 publicó en Anagrama su primera novela, El día que me vaya no se lo diré a nadie, que él mismo definió como "una historia de amor, pero un tanto atípica" y que narra los encuentros y desencuentros de un joven sobreimaginativo con Octavia, la chica que pone la voz del metro. En general fue bien recibida por la crítica. Entre sus principales influencias, el autor citaba a autores underground anglosajones como Colin MacInnes o Richard Brautigan. Otra de sus influencias más importantes es la música pop. Refiriéndose a su primera novela, indicó: "Quería que cada capítulo tuviera la inmediatez de alguna de esas canciones de punk rock de tres minutos que más me han impactado."
En 2007 apareció la segunda novela de Kiko Amat, Cosas que hacen BUM, en la que se narra la fascinación de Pànic Orfila por un grupo armado de
dandis anarquistas del barrio de Gràcia (los Vorticistas) y sus planes explosivos. A comienzos de 2009 vio la luz la tercera, Rompepistas, acerca de la adolescencia de un grupo de skins y punks en un pueblo del extrarradio barcelonés en 1987. Las tres novelas forman, según declaraciones del autor, una trilogía sobre la adolescencia y la juventud.
La crítica ha clasificado a Kiko Amat como un "novelista pop", emparentando sus propuestas literarias con las de otros autores, como Javier Calvo, Juan Francisco Ferré, Julián Rodríguez y Agustín Fernández Mallo. El autor, por su parte, reniega de estos últimos y citó en una entrevista como autores a los que considera próximos a Francisco Casavella y Carlos Herrero. Ganó el Premio Mandarache 2010 por su libro Rompepistas.
En 2012 publicó Eres el mejor, Cienfuegos, tragicómico retrato de la crisis de los 40 con el 15-M como telón de fondo.

## Obras
- El día que me vaya no se lo diré a nadie (Anagrama, 2003). ISBN 9788433923912
- Cosas que hacen BUM (Anagrama, 2007). ISBN 9788433923943
- Rompepistas (Anagrama, 2009). ISBN 9788433923950
- L'home intranquil: 35 dies en familia d'un neurotic entusiasta (Columna, 2010). ISBN 9788466412896
- Mil violines (y otras crónicas sobre pop y humanos) (Reservoir Books, 2011). ISBN 9788439723356
- Eres el mejor, Cienfuegos (Anagrama, 2012). ISBN 9788433924018
- La soledad del corredor de fondo (contribución a la obra traducida por Mercedes Cebrián, del original de Alan Sillitoe. Impedimenta, 2013). ISBN 9788415578369
- Chap, Chap (Blackie Books, 2015). ISBN 9788416290277
- Antes del huracán (Anagrama, 2018). ISBN 9788433938985
- Revancha (Anagrama, 2021). ISBN 9788433999177
- Los Enemigos  (Rancour, 2021).B-12.922-2021
- Dick y la tristeza s***(Anagrama, 2025)